# Ricaurte (parroquia de Cuenca)
Ricaurte es una parroquia rural del cantón Cuenca, provincia del Azuay, Ecuador. La parroquia cubre un área de 14 km². Según el censo del año 2010, tiene una población total de 19.361 habitantes y una proyección de 23.533 para el año 2018. Limita al norte con la parroquia de Sidcay, al sur y al oeste con la ciudad de Cuenca, y al este con la parroquia de Llacao.

## Historia
Ricaurte es una de las poblaciones más antiguas del cantón Cuenca. En la época de la nación cañari esta zona correspondía al cacicazgo de Délik. El 24 de marzo de 1910 se expidió la ordenanza de creación de la parroquia, que fue confirmada en abril del mismo año. El Concejo Cantonal le asignó el nombre en honor al oficial independentista Antonio Ricaurte.
En el siglo XV se realiza la entrega de terrenos a los primeros colonos; tierras que anteriormente eran conocidas como El Tablón. Entre las principales adquisiciones se encuentran la de Doña Hortencia Mata en 1897, denominando a este conjunto de terrenos como 'Hacienda Machángara'.
En 1907 se estableció 'El Tablón' como parroquia civil, bajo el auspicio del sacerdote Isaac Antonio Chico García. Sin embargo, no fue hasta 1913 que se sustituye el nombre de 'El Tablón' por el de 'San Carlos de Ricaurte', como una forma de honrar y eternizar el nombre del independentista Antonio Ricaurte. 
En el año 1960 se crea la Empresa de Transportes de Ricaurte, la cual realizaba sus servicios con camionetas de carrocería de madera desde el centro de la parroquia hasta la calle Tomás Ordóñez.
Entre los años de 1965 a 2000 se da la gestión de la zona del Parque Industrial, favoreciendo a la parroquia de forma económica y en la urbanización del lugar.
Por otro lado, tras la crisis financiera en Ecuador de 1999 se produce un migración masiva, lo que ocasionó el incremento del 90% de las construcciones de las viviendas de Ricaurte, con la ayuda de las remesas de los migrantes. Además tras la demanda de trabajos en el Parque Industrial se eleva el nivel educativo y la movilización del lugar.

### Leyendas

#### Los Gagones
Son animales mitológicos de la Región Sierra que lucen como cachorros blancos, y a medida que pasa el tiempo van cambiando hasta convertirse en negros. La aparición de estos seres se da cuando entre compadres o parientes surge una relación amorosa, por lo que los consideran como las almas de estos amantes. Se dice que este es un augurio para que estas personas logren salvar su alma pecaminosa y no sean condenados, además, se necesita de un rápido accionar, puesto que cuando ya se hacen negros ya no existe salvación. Aunque estos pueden ser atrapados, tienen que ser por personas de alma limpia (casto), puesto que en el caso de que sea una persona pecadora, el gagón atrapará la rodilla y le sacará la rótula. Se dice que los vieron en Ricaurte, aunque nadie se atrevía a atraparlos, por lo que decidieron colocar una pequeña cruz y desde entonces nadie los volvió a ver.

#### La Bruja Voladora
Se dice que todas las noches en la parroquia de Ricaurte se veía volar a una bruja de color blanco con accesorios muy brillantes, puesto que traía consigo perlas y brillantes. La única forma de hacerla bajar era al abrir unas tijeras, ponerlas en forma de cruz y orinar sobre estas, aunque, la respuesta de la bruja ante esta situación era regalar todas sus pertenencias brillantes, como una forma de que la persona que la hizo bajar no avise quien ha sido. Sin embargo, una vez que este individuo llegaba a su casa, toda la riqueza se convertía en huesos viejos y caca de chivo.

## Población
Con 19.361 habitantes, según el censo de 2010, es la segunda parroquia rural más poblada del cantón Cuenca, luego de El Valle, y la de mayor densidad poblacional (1.382,93 habitantes por km²). Además, es la de menor extensión con sus 14 km².

## Economía

### Agricultura
En el sector existen pequeños productores, quienes destinan una parte de sus parcelas para el cultivo de productos, tales como, maíz (entre las variedades más utilizadas están el Morocho y el Zhima), fréjol, habas, papas, hortalizas y arvejas. Además del cultivo de pastos naturales como el kikuyo; y el cultivado como ray grass, holco y trébol. Generalmente los agricultores utilizan su propia semilla, aunque también pueden adquirirlos en los mercados o ferias de Cuenca. La preparación del suelo se realiza entre los meses de agosto y septiembre por ser épocas de verano; la siembra se realiza en épocas lluvias entre octubre y noviembre; y el desyerbe se realiza entre diciembre y enero. Por otro lado, la cosecha de maíz se da en abril, para finalmente cosecharlas entre junio y julio. La venta de estos productos se realiza generalmente en ferias libres, tales como Miraflores, Totoracocha, Mercado 12 de Abril y 10 de Agosto, aunque también se las puede realizar dentro de las mismas comunidades.

### Actividad Pecuaria
Esta actividad es una fuente importante de ingresos en la parroquia, ya que parte de su producción es destinada para la venta. Se puede encontrar ganado vacuno, cerdos, ovejas, gallinas y cuyes. Mientras que la actividad de crianza de animales es realizada de 2 a 4 horas diarias por las mujeres, la venta es generalmente realizada por los hombres, a través de intermediarios o negociantes, quienes luego se encargan de venderlos en la feria de Cuenca.

### Turismo
El turismo en Ricaurte se ve representado por su área cultural plasmado en sus fiestas parroquiales, religiosas y gastronómicas, además de su arquitectura popular; y su área rural, en la que sobresalen actividades como el agroturismo y el canopy, o más conocido como turismo de naturaleza.

## Atracciones Turísticas

### Cerro Cachaulo
Está ubicado en el barrio San Jacinto de la parroquia de Ricaurte. En este lugar se encuentran restos arqueológicos pertenecientes a los asentamientos cañaris, por lo que se dice que su nombre provendría de la lengua cañari, aunque no se conoce su significado. Este cerro tiene una vista privilegiada al río Machángara y a la microcuenca del río Sidcay; no hay restricción de acceso a la zona. Además entre mitos y leyendas originados acerca de este lugar se habla de su carácter sagrado para la cosmovisión andina. También varios vecinos del lugar aseguran el descubrimiento de entierros y ollas de oro, y se dice que entre sus piedras se esconden lagartijas de dos cabezas.

### Mirador de Santa María
Como su nombre lo dice está localizado en la comunidad de Santa María de Ricaurte, considerado el punto más alto de esta localidad, y se encuentra abierto todo el año. En este lugar se realiza todos los años las procesión del Vía Crucis y se celebra las fiestas en honor a la Virgen en el mes de mayo. Ese día los peregrinos suben desde el centro parroquial con imágenes de los santos, además, cada año se elige al prioste y comparten chicha entre todos.

### Laguna de Guabizhún
Se encuentra ubicado a 30 minutos de la plaza central, mediante una vía que conecta la parroquia de Ricaurte y la comunidad de Zinín. Tienen una exuberante vegetación y una gran variedad de aves cantoras. Además durante el trayecto a este destino se puede encontrar cultivos de maíz, puesto que varias personas de la comunidad se dedican a la agricultura como fuente de ingresos.

### Iglesia San Carlos
Ubicada en el centro de la parroquia cuyo patrono es San Carlos Borromeo. Fue construida con cimientos de adobe y ladrillo, además, tiene un estilo colonial con un cielo raso de lato y un altar mayor de mármol. Esta edificación patrimonial se encuentra rodeada de esculturas y pinturas de artistas pertenecientes a las primeras décadas del siglo XX.

## Celebraciones

### Fiesta patrón San Carlos
En 1966 esta parroquia tomó como patrono a San Carlos Borromeo, arzobispo de Milán. Las fiestas patronales se celebran en los primeros días de noviembre. En abril de cada año esta parroquia organiza el Festival del Cuy, debido a que el plato típico del lugar es el cuy asado con papas, ensalada, huevo duro, ají de pepa de sambo y mote. En Ricaurte hay más de 10 restaurantes dedicados a la preparación del cuy.

### Festival del Sancocho
Es organizado por el Barrio Buena Esperanza de la parroquia de Ricaurte, generalmente se preparan alrededor de 4000 platillos durante esta celebración, en la cual sobresale el sabor de la carne de cerdo, mote y tortillas de papa.

## Gastronomía
Esta parroquia rural de Cuenca es muy conocida por su gastronomía, siendo el plato más importante, e interesante, el cuy. Este animal es un cobayo, tradicional de varios países de América del Sur. Este plato es preparado por familias, y hoy en día existen varios restaurantes donde se puede disfrutar.